# Kharkiv International 2017
Die Kharkiv International 2017 im Badminton fanden vom 7. bis zum 10. September 2017 in Charkiw statt.

## Sieger und Platzierte
| Disziplin    | Gold                              | Silber                         | Bronze                              |
| ------------ | --------------------------------- | ------------------------------ | ----------------------------------- |
| Herreneinzel | Toby Penty                        | Lee Cheuk Yiu                  | Mithun Manjunath                    |
| Herreneinzel | Toby Penty                        | Lee Cheuk Yiu                  | Thomas Rouxel                       |
| Dameneinzel  | Natalya Voytsekh                  | Sri Krishna Priya Kudaravalli  | Mariya Mitsova                      |
| Dameneinzel  | Natalya Voytsekh                  | Sri Krishna Priya Kudaravalli  | Helina Rüütel                       |
| Herrendoppel | K. Nandagopal Rohan Kapoor        | Alwin Francis Tarun Kona       | Utkarsh Arora Swarnaraj Bora        |
| Herrendoppel | K. Nandagopal Rohan Kapoor        | Alwin Francis Tarun Kona       | Sergey Don Roman Konstantinov       |
| Damendoppel  | Johanna Goliszewski Lara Käpplein | Maria Ulitina Natalya Voytsekh | Yuliya Kazarinova Elena Prus        |
| Damendoppel  | Johanna Goliszewski Lara Käpplein | Maria Ulitina Natalya Voytsekh | Kristin Kuuba Helina Rüütel         |
| Mixed        | K. Nandagopal Mahima Aggarwal     | Saurabh Sharma Anoushka Parikh | Joachim Persson Emilie Juul Møller  |
| Mixed        | K. Nandagopal Mahima Aggarwal     | Saurabh Sharma Anoushka Parikh | Vighnesh Devlekar Harika Veludurthi |